# NSU Typ 110
NSU Typ 110 – kompaktowy samochód osobowy produkowany przez niemiecką firmę NSU w latach 1965-1972. Dostępny jako 2-drzwiowy sedan. Do napędu używano chłodzonych powietrzem silników R4 o pojemnościach 1,1 oraz 1,2 litra. Moc przenoszona była na oś tylną poprzez 4-biegową manualną skrzynię biegów.

## Dane techniczne (1.1)

### Silnik
- R4 1,1 l (1085 cm³), 2 zawory na cylinder, SOHC
- Układ zasilania: gaźnik
- Średnica × skok tłoka: 72,00 mm × 66,60 mm
- Stopień sprężania: 8,0:1
- Moc maksymalna: 53 KM (38,8 kW) przy 5000 obr./min
- Maksymalny moment obrotowy: 78 N•m przy 2500 obr./min

### Osiągi
- Przyspieszenie 0-80 km/h: 12,3 s[1]
- Przyspieszenie 0-100 km/h: 17,2 s
- Prędkość maksymalna: 140 km/h[1]
- Średnie zużycie paliwa: 10,5 l / 100 km[1]